# Abe no Miushi
Abe no Miushi (阿倍御主人, 635 – 703, também conhecido como  Fuse Ason e Abe Ason) , foi um nobre que viveu no Período Asuka da história do Japão.
Pertenceu ao Clã Abe. Era filho de Abe no Uchimaro.
Miushi serviu os seguintes imperadores: Tenmu (672 - 686), Imperatriz Jitō (686 - 697) e Monmu (697 - 703).
Em 672 durante a guerra Jinshin Miushi aliou-se as forças de Ōama no Ōji (o futuro Imperador Tenmu).
Este em agradecimento em 684 concede a Miushi o título  de Ason (membro da Corte) do Hasshiki no kabane e o promove a Chūnagon.
Em 690 no governo da Imperatriz Jitō Miushi foi nomeado Dainagon.
Miushi foi nomeado Udaijin em março de 701 durante o reinado do Imperador Monmu.
 
| Precedido por Tajihi no Shima | 6º Udaijin (701 - 703) | Sucedido por Isonokami no Maro |